# Meteorus consimilis
Meteorus consimilis är en stekelart som först beskrevs av Christian Gottfried Daniel Nees von Esenbeck 1834.  Meteorus consimilis ingår i släktet Meteorus och familjen bracksteklar. Arten är reproducerande i Sverige. Inga underarter finns listade i Catalogue of Life.